# Star (Augenheilkunde)
Der historische augenheilkundliche Begriff Star (veraltet auch Staar) bezeichnet eine Reihe von Augenerkrankungen, die in früheren Zeiten fast ausnahmslos zu hochgradiger Sehbehinderung oder gar Blindheit geführt haben. Der daraus resultierende „starre“ Blick der Betroffenen war bereits im frühen Mittelalter Namensgeber für diesen Terminus, der verschiedene Ableitungen erfahren hat. So spricht man im Mittelhochdeutschen von starblint, im Althochdeutschen von staraplint, beides Bezeichnungen für „starblind“, also ‚bei offenen („starrenden“) Augen blind bzw. trüb‘.
Man unterscheidet auch heute noch den „grauen Star“ (Katarakt), den „grünen Star“ (Glaukom) und seltener den „schwarzen Star“ (Amaurose).

## Star-Formen

### Grauer Star

Katarakt im menschlichen Auge

Der graue Star beschreibt die hell-gräuliche Verfärbung der Augenlinse durch eine fortgeschrittene Trübung. Diese kann in ausgeprägten Fällen durch ein weißliches Aufleuchten in der Pupille (Leukokorie) mit freiem Auge sichtbar sein. Durch das Gedankengut der damals weit verbreiteten Humoralpathologie beeinflusst, nahmen die Menschen der Antike an, dass diese Form der Blindheit dadurch entstünde, dass phlegma aus dem Gehirn hinter der Augenhornhaut herabfließt und dort gerinnt. So kam es zu der noch heute gebräuchlichen Wortschöpfung Katarakt. Dass die Trübung der Augenlinse ursächlich für die Katarakt ist, wurde erstmals im 17. Jahrhundert vermutet. Das althochdeutsche staraplint tauchte schon seit dem 8. Jahrhundert n. Chr. in Glossen auf und war seitdem ein selten gebrauchtes Adjektiv für Menschen, die am grauen Star erkrankt waren.
Seit dem Jahre 1534 gilt „Star“ im Deutschen als Bezeichnung für eine Augenkrankheit. Wahrscheinlich war es Justus Jonas, der im Auftrag von Martin Luther das Buch Tobias (apokryphe biblische Schrift, heute als Buch Tobit bezeichnet) übersetzte. Im griechischen Originaltext wird dort von einer weißen Hornhautnarbe des alten Tobit gesprochen, die der Sohn, Tobias, auf Anraten des Erzengels Raphael durch eine Fischgalle auflöste. Diese Erkrankung wurde von ihm als „Star“ übersetzt. Das Substantiv „Star“ wurde daraufhin in der Augenheilkunde fast ausschließlich für die Linsentrübung gebraucht, entsprechend der alten Bedeutung des Adjektives „starblind“. Der „Star“ war damals die häufigste Erblindungsursache, jedoch wurde im allgemeinen Sprachgebrauch „Star“ auch für andere Formen der Erblindung verwendet.

### Schwarzer Star
Im Jahre 1583 erschien das erste große Lehrbuch der Augenheilkunde in deutscher Sprache von Georg Bartisch in Dresden. In diesem teilte er die Stare nach ihrer Farbe in weiße, blaue, grüne, graue, gelbe und schwarze Stare ein. Dabei ist mit „schwarzer Star“ meist keine Linsentrübung, sondern eine vollkommene, mit weiter Pupille verbundene Erblindung gemeint, die durch den Starstich, eine damals verbreitete Behandlungsmethode der Katarakt, nicht gebessert werden kann.

### Grüner Star
Im Jahre 1743 übersetzte der Arzt Johann Caspar Sommer in Landeshut in Schlesien ein Buch des belgischen Wundarztes Michel Brisseau (1676–1743) aus dem Französischen. Er übersetzte dabei das Wort „glaucome“ (Glaukom), welches eigentlich eine Erkrankung des Sehnervs beschreibt, irrtümlicherweise mit „Grüner Star“. Dies ist dadurch zu erklären, dass der ursprünglich schon von Aristoteles geprägte Begriff „Glaukom“ vom griechischen γλαυκός (glaukós) „hell“, „leuchtend“, „glänzend“; das Meer betreffend: «(grau)bläulich» bzw. in Bezug auf den Atlantik auch „grün-bläulich“ abstammt. Diese blau-graue Verfärbung der Regenbogenhaut war ein Symptom chronischer Entzündungen.
1801, zu einer Zeit, als Frankreich große politische und militärische Macht in Europa besaß und die französische Sprache zunehmend Verbreitung fand, veröffentlichte Joachim Heinrich Campe als Gegenbewegung dazu ein Wörterbuch der Erklärung und Verdeutschung der unserer Sprache aufgedrungenen fremden Ausdrücke. Er schlug darin erneut vor, das ‚Fremdwort‘ „Glaukom“ durch „grüner Star“ zu ersetzen.
Seit dieser Zeit wurde in allen allgemeinen deutschen Lexika „Glaukom“ und „grüner Star“ gleichgesetzt, während die Augenärzte darunter weiterhin eine Gesichtsfeldeinschränkung infolge häufiger Entzündungen oder eines Glaukoms sahen. Im 18. Jahrhundert blieb in der Terminologie der Augenheilkunde von den verschiedenen Formen des Stars nach Georg Bartisch nur noch der schwarze, der graue und der grüne Star übrig.
Das Wort „Glaukom“ wandelte im 19. Jahrhundert mehrfach seine Bedeutung und etablierte sich schließlich zur Bezeichnung für erhöhten Augeninnendruck. Erst gegen Ende des 19. Jahrhunderts bemerkte ein Augenarzt die falsche Übersetzung von „Glaukom“ mit „Grüner Star“. Noch zu Beginn des 20. Jahrhunderts wussten die meisten Augenärzte noch nichts von diesem Fehler und bezeichneten mit grünem Star weiterhin die Gesichtsfeldeinschränkung beim Glaukom.
Bis in die 1970er Jahre blieb im Deutschen der „Star“ die meistgebrauchte Bezeichnung für die Linsentrübung, gleichbedeutend mit dem Wort Katarakt. Vergeblich wehrten sich die Augenärzte gegen die populäre Übersetzung von „Glaukom“ mit „grünem Star“. Andere Augenärzte nahmen diesen Bedeutungswandel jedoch auf. In vielen deutschsprachigen Lehrbüchern für Augenheilkunde findet sich deshalb heute die Übersetzung „grüner Star“ für „Glaukom“.